# Ask the Dust
Ask the Dust (deutscher Alternativtitel: In den Staub geschrieben) ist ein US-amerikanisches Filmdrama von Robert Towne aus dem Jahr 2006. Robert Towne schrieb das Drehbuch anhand des gleichnamigen Romans von John Fante aus dem Jahr 1939.

## Handlung
Los Angeles im August 1932. Arturo Bandini (Colin Farrell), ein junger, mittelloser Schriftsteller italienischer Abstammung, sitzt in einem bescheidenen Hotel, in dem auch andere gestrandete Glückssucher wie der alte Hellfrick (Donald Sutherland) wohnen. Arturo ist fünf Monate zuvor aus Boulder (Colorado) hergezogen, um mit einem Roman (The Road to Los Angeles) Furore zu machen, den er aber erst noch schreiben will. In einer Eckkneipe lernt er die Kellnerin Camilla López (Salma Hayek) kennen, eine junge Mexikanerin, die davon träumt, einen vermögenden Amerikaner zu heiraten, damit einen englischsprachigen Namen anzunehmen sowie den Status der diskriminierten Immigrantin zu verlieren.
Es entspinnt sich eine Liebesbeziehung, bei der Arturo Camilla immer wieder demütigt, sie aber mit ungebrochenem Stolz reagiert. Ein Scheck über 175 Dollar (vom Herausgeber der Literaturzeitschrift The American Mercury, Henry L. Mencken) verhilft Arturo unverhofft dazu, seinen Lebensstandard kurzfristig zu verbessern. Camillas Abhängigkeit vom Barkeeper und angehenden Schriftsteller Sammy White (Justin Kirk) lässt ihn auf Distanz zu ihr gehen.
Im Hotel sucht ihn Vera Rivkin (Idina Menzel) auf, eine junge Frau, die ihren Mann verlassen hat und in Long Beach als Haushälterin arbeitet. Im Gegensatz zur Analphabetin Camilla hat sie Arturos bisher einzige gedruckte Kurzgeschichte gelesen und fühlt sich ihm geistig verwandt. Als Jüdin fühlt auch sie sich ausgegrenzt, als gebildete Frau aus dem Osten der USA wünscht sie sich Anerkennung und ein besseres Leben. Arturo besucht sie in Long Beach. Nach der intimen Begegnung, die Arturos Liebesfähigkeit stärkt, stirbt sie beim Erdbeben von Long Beach (10. März 1933). Arturo beschließt, ihr ein literarisches Denkmal zu setzen und beginnt eine Erzählung zu schreiben, in der Vera (und später auch Camilla) vorkommt.
Um Ruhe und Distanz zum Stadtleben zu gewinnen, mietet er ein Haus am Strand in Laguna. Er wohnt und schreibt da längere Zeit, zusammen mit Camilla, die bei ihm Zuflucht gesucht hat, nachdem sie von Sammy misshandelt wurde. Er lehrt sie lesen und bereitet sie auf das Examen vor, das sie erwartet, wenn sie sich in den USA einbürgern lassen will. Es wird (für das Publikum, noch nicht für Arturo) deutlich, dass sie (wie auch Sammy) an Tuberkulose erkrankt ist. Nach einem gemeinsamen Kinobesuch, bei dem Camilla zu erkennen glaubt, dass Arturo in der Öffentlichkeit nicht zu ihr steht, verlässt sie ihn.
Er findet sie später todkrank in einer Holzhütte in der Wüste, in die sie mit Sammy hingezogen ist, den sie unterdessen fortgejagt hat. Arturo und Camilla gestehen einander ihre Liebe. Arturo verspricht, sie zu heiraten. Sie stirbt, er begräbt sie unweit der Hütte. Jahre später, die Hütte ist zerfallen, kommt er in einem besseren Auto und in vornehmer Kleidung an die Stelle zurück. Er liest einen Text aus seinem – offenbar frisch erschienenen – Buch Ask the Dust, in dem er seine Herkunft als diskriminierter Einwanderer thematisiert, und fügt an die verstorbene Camilla gerichtete Worte der Selbstanklage hinzu. Er wirft das Buch in die Landschaft. Die letzte Einstellung des Films zeigt die handgeschriebene Widmung auf dem Vorsatzblatt: For Camilla Lopez with love Arturo Bandini.

## Kritiken
James Berardinelli schrieb auf ReelViews, dass der Film weniger eine Liebesgeschichte, sondern eher Los Angeles des Jahres 1933 zeige, darunter die damaligen rassistischen Vorurteile. Einige Nebencharaktere wie Hellfrick und Vera Rivkin seien „interessant“, aber „zu wenig entwickelt“. Die Darstellung von Salma Hayek sei „exzellent“, aber jene von Colin Farrell sei „etwas langweilig“ („somewhat bland“). Die Sexszene wirke „erotisch“.
Kevin Crust schrieb in der Los Angeles Times vom 10. März 2006, dass der Film große Erwartungen geweckt habe, die nicht erfüllt würden. Er „klammere“ sich zu sehr an die Romanvorlage. Der Film sei jedoch von „großer Schönheit“ („great beauty“). Salma Hayek spiele mit „intensiver Leidenschaft“ („intense passion“). Crust lobte ferner die Darstellungen von Donald Sutherland und Idina Menzel.

## Auszeichnungen
Robert Towne wurde im Jahr 2006 für einen Preis des Internationalen Filmfestivals Moskau nominiert.
Außerdem wurden Colin Farrell und Salma Hayek von der Internet-Seite MrSkin.com für die schönste Sexszene ausgezeichnet.

## Hintergrund
Der Film wurde in Los Angeles und in Südafrika gedreht. Er spielte in den Kinos der USA 742,6 Tsd. US-Dollar ein.